# 自由阿贝尔群
数学中，自由阿贝尔群是有基的阿贝尔群。阿贝尔群是配备了符合结合律、交换律且有逆的运算的集合。若对群中每个元素，可以唯一表示为有限多基元素的整数系数组合，那么这些基元素就构成了基，也称作整基，是集合的子集。例如，2维整格形成了一个自由阿贝尔群，其中逐坐标加法是其运算，(1,0)、(0,1)两个点是基。自由阿贝尔群的性质与向量空间相近，可以叫做自由{\displaystyle \mathbb {Z} }-模，是整数上的自由模。格理论研究实向量空间的自由阿贝尔子群。代数拓扑中，自由阿贝尔群用于定义链；代数几何中，则用于定义除子。
自由阿贝尔群的元素有多种用基{\displaystyle B}描述的方式，如{\displaystyle B}上的形式和，是有限级数{\textstyle \sum a_{i}b_{i}}的表示，其中{\displaystyle a_{i}}为非零整数，{\displaystyle b_{i}}为互异的基元素。另外，自由阿贝尔群的元素还可以视作由{\displaystyle B}的元素构成的有符有限多重集，多重集元素的乘法等同于形式和中的系数。
另一种表示方法是{\displaystyle B}到整数的函数，其中有有限个非零值；这种函数表示对应的群运算是函数的逐点加法。
每个集合与自己的基{\displaystyle B}都有自由阿贝尔群，在每两个基相同的自由阿贝尔群同构的意义上是唯一的。自由阿贝尔群的构造不是通过描述每个元素，而是用基{\displaystyle B}构造为多个整数加群的直和，每个加群对应一个基元；还可以描述为基元素及其生成元的展示，元素对的交换子为其关系元。自由阿贝尔群的秩就是基的势；一个群的两个基秩相同，秩相同的两个自由阿贝尔群同构。自由阿贝尔群的每个子群也是自由阿贝尔群，这使自由阿贝尔群可以视作是自由阿贝尔群按关系（relation）的商，或自由阿贝尔群之间单射同态的余核。属于自由阿贝尔群的自由群是平凡群和循环群。

## 定义与例子

平面上的格。任意两个蓝色格点相加，会得到另一个格点；这样的加法形成的群就是一个自由阿贝尔群。

自由阿贝尔群是有基的阿贝尔群。“阿贝尔群”意味着它可以描述为一个集合{\displaystyle S}的元素及集合上的一个二元运算，习惯上将加法群记作{\displaystyle +}（不必是数之间的加法），有以下性质：
- 运算{\displaystyle +}遵循交换律和结合律，也就是说，对于{\displaystyle S}的任意元素{\displaystyle x}，{\displaystyle y}，{\displaystyle z}，都有{\displaystyle x+y=y+x}与{\displaystyle (x+y)+z=x+(y+z)}。则，如对{\displaystyle S}中多个元素应用运算，元素的排序和组合不会影响运算结果。
- {\displaystyle S}包含单位元（一般记作{\displaystyle 0}），对于每个元素{\displaystyle x}，都有{\displaystyle x+0=0+x=x}。
- {\displaystyle S}中每个元素{\displaystyle x}都有逆元{\displaystyle -x}，使得{\displaystyle x+(-x)=0}。

基{\displaystyle B}是{\displaystyle S}的子集，对{\displaystyle S}中的每个元素，都有唯一的表示方法：选择有限个基元素{\displaystyle b_{i}}与同样多的非零整数{\displaystyle k_{i}}，{\displaystyle k_{i}}为正则取{\displaystyle k_{i}}份{\displaystyle b_{i}}，{\displaystyle k_{i}}为负则取{\displaystyle -k_{i}}份{\displaystyle -b_{i}}。特殊地，根据传统的空和表示，单位元一定可以由零基元素这样表示，且只有单位元具有这样的单位性。
整数集{\displaystyle \mathbb {Z} }在通常的加法下与基{\displaystyle \{1\}}形成了自由阿贝尔群。整数符合结合律和交换律，其中0是加法单位元；每个整数也都有加法逆元，即对应的负数。每个非负的{\displaystyle x}是{\displaystyle x}份{\displaystyle 1}的和，每个负整数{\displaystyle x}是{\displaystyle -x}份{\displaystyle -1}的和，所以也满足基的性质。
群运算不同于普通数加法的例子见正有理数{\displaystyle \mathbb {Q} ^{+}}，它与普通乘法运算形成了自由阿贝尔群，质数是它们的基。乘法符合结合律和交换律，其中{\displaystyle 1}是单位元，{\displaystyle 1/x}是每个正有理数{\displaystyle x}的运算逆元。由算术基本定理可知，质数构成这些数乘法的基。由于每个正整数都可以唯一分解为有限多个素因子及其逆。如果{\displaystyle q=a/b}已经是互质的最简分数，则{\displaystyle q}就可以表示为素数{\displaystyle a}、{\displaystyle b}的有限组合。
由单一变量{\displaystyle x}构成的整系数多项式及多项式加法形成了一个自由阿贝尔群，{\displaystyle x}的幂是其基。作为一个抽象群，这与正有理数乘法群相同（群同构）。要构建能展示两个群之间同构的映射，可以将有理数乘法群中的第{\displaystyle i}个素数的指数重新诠释为多项式中{\displaystyle x^{i-1}}的系数，反之亦然。例如，有理数{\displaystyle 5/27}可以表示为前三个质数{\displaystyle 2,3,5}的积，指数分别为{\displaystyle 0,-3,1}，可以对应系数相同的多项式{\displaystyle -3x+x^{2}}。这样的映射仅仅重新诠释了同样一组数字，所以实际上是定义了群之间的双射。又由于正有理数乘法对应的群运算在素数的指数上表现得像加法，加法则作用于多项式系数，所以映射保存了群的结构，它们是同态的。双射同态也就是同构，其存在说明这两个群有相同的性质。
给定基对每个群元素的表示是唯一的，不过自由阿贝尔群一般不只有一个基，不同的基一般会给出元素的不同表示。例如，如果将基的所有元素都取逆，就得到了另一组基。更具体地说，一个2维整格{\displaystyle \mathbb {Z} ^{2}}（包含平面上所有整数坐标点）形成了自由阿贝尔群，其运算为向量加法，一组基为{\displaystyle \{(1,0),(0,1)\}}。在这组基下，元素{\displaystyle (4,3)}只能写作{\displaystyle (4,3)=4\cdot (1,0)+3\cdot (0,1)}，其中定义的“乘法”如{\displaystyle \ 4\cdot (1,0):=(1,0)+(1,0)+(1,0)+(1,0)}。如果把基换成{\displaystyle \{(1,0),(1,1)\}}，那么这个元素就只能写成{\displaystyle (4,3)=(1,0)+3\cdot (1,1)}。推广这个例子，每个格子都形成了自由有限生成阿贝尔群。{\displaystyle d}维整格{\displaystyle \mathbb {Z} ^{d}}的自然基包含正整数单位向量，也有许多其他的基：若{\displaystyle M}是{\displaystyle d}阶整数方阵，且行列式的值{\displaystyle \pm 1}，则{\displaystyle M}的行构成基，相反地，整格的每个基都可表示为这种形式。

## 构造
每个集合都可以说一个自由阿贝尔群的基，在群同构的意义下是唯一的。给定基集的自由阿贝尔群可通过几种等价手段构造得来：整数份基元素的直和；整值函数族；有符多重集；或是通过群的展示。

### 积与和
群的直积包含积中各组元素形成的数组，以及逐指数加法。两个自由阿贝尔群的直积仍是自由阿贝尔群，基是原来两个基的不交并。更一般地，有限个自由阿贝尔群的直积仍是自由阿贝尔群。例如，{\displaystyle d}维整格与{\displaystyle d}份整群{\displaystyle \mathbb {Z} }的直积同构。平凡群{\displaystyle \{0\}}也是自由阿贝尔群，基是空集。也可以解释为空积，即0份{\displaystyle \mathbb {Z} }的直积。
对于自由阿贝尔群的无限族，直积就不是自由阿贝尔的必要条件了。例如，不可数的Baer–Specker群{\displaystyle \mathbb {Z} ^{\mathbb {N} }}形成了可数多份{\displaystyle \mathbb {Z} }的直积，1937年Reinhold Baer证明其不是自由阿贝尔群。不过Ernst Specker在1950年证明了，它所有的可数子集都是自由阿贝尔群。要使群的无限族保持自由阿贝尔性，则应改用直和而非直积。直和与直积应用于有限多群时是相同的，但对无限族来说是不同的。直和的元素也是来自每组的元素组成的数组，但任意有限多元素都是它们的群的单位元。无限自由阿贝尔群的直和仍是自由阿贝尔群，有一个由除一个元素外都是同一元素的数组组成的基，其余元素是其群的基的一部分。
每个自由阿贝尔群都可以描述为多份{\displaystyle \mathbb {Z} }的直和，一份对应基的一个元素。这一构造可以使任何集合{\displaystyle B}成为某个自由阿贝尔群的基。

### 整函数与形式和
给定集合{\displaystyle B}，可以定义群{\displaystyle \mathbb {Z} ^{(B)}}，其元素是从{\displaystyle B}映射到实数的函数，上标的圆括号表示只包括有有限多非零值的函数。
若{\displaystyle f(x)}和{\displaystyle g(x)}是符合要求的函数，则{\displaystyle f+g}的值是{\displaystyle f}与{\displaystyle g}值之和；即{\displaystyle (f+g)(x)=f(x)+g(x)}。这样的逐点加法运算赋予{\displaystyle \mathbb {Z} ^{(B)}}以阿贝尔群的结构。
给定集合{\displaystyle B}中的每个元素{\displaystyle x}对应{\displaystyle \mathbb {Z} ^{(B)}}中的一个成员；有函数{\displaystyle e_{x}}（{\displaystyle e_{x}(x)=1}，{\displaystyle e_{x}(y)=0}，这时all {\displaystyle y\neq x}）。
则{\displaystyle \mathbb {Z} ^{(B)}}中的每个函数{\displaystyle f}是有限多基元素的唯一线性组合：
{\displaystyle f=\sum _{\{x\mid f(x)\neq 0\}}f(x)e_{x}}
则这些元素{\displaystyle e_{x}}形成了{\displaystyle \mathbb {Z} ^{(B)}}的一个基，{\displaystyle \mathbb {Z} ^{(B)}}是自由阿贝尔群。
这样，每个集合{\displaystyle B}都可以构造为某个自由阿贝尔群的基。
{\displaystyle \mathbb {Z} ^{(B)}}的元素也可以写作形式和，是每项都写成非零整数与{\displaystyle B}中元素之积的有限级数。表达式的项如果相同，则无论项的排列如何，都认为是等价的。计算形式和可以先排列、组合有相同基元素的项，再删去产生零系数的项。也可以解释为{\displaystyle B}中有限多元素的有符多重集。

### 展示
群的展示是生成了群的元素组成的集合（即，所有群元素都可以表示为有限多生成元的积），加上“关系元”，生成元的积可以给出单位元。这样定义的群元素是生成元序列及其逆的等价类，所处的等价关系允许增删任何关系元或生成元-逆对作为连续子序列。基为{\displaystyle B}的自由阿贝尔群的生成元可以是{\displaystyle B}的元素，关系元则是{\displaystyle B}的元素对的交换子，它们构成了自由阿贝尔群的一种展示。这里{\displaystyle x}、{\displaystyle y}两个元素的交换子是{\displaystyle x^{-1}y^{-1}xy}，令其为单位元，可以推出{\displaystyle xy=yx}，则{\displaystyle x}、{\displaystyle y}可交换。更一般地，如果所有生成元对都可交换，则所有生成元积的对也可交换，所以由这种表示生成的群是阿贝尔群，关系元则形成了确保其是阿贝尔群的最小关系子集。
生成元集合有限时，自由阿贝尔群的展示也有限，因为展示中只包含有限多个不同交换子。这一事实与自由阿贝尔群的每个子群仍是自由阿贝尔群一同，可以说明任何有限生成阿贝尔群的展示也有限。例如，若{\displaystyle G}由集合{\displaystyle B}有限生成，则它是{\displaystyle B}上的自由阿贝尔群由一个由{\displaystyle G}的关系元生成的子群构成的商。但子群本身也是自由阿贝尔群，其基（以及{\displaystyle B}上的交换子）形成了{\displaystyle G}的关系元的有限集。

## 作为模
整数上的模的定义与实数或有理数上的向量空间类似，其包含可以互相加和、且可以与整数进行标量乘法的元素系统。阿贝尔群可以视作是整数上的模，其中标量乘法定义如下：
| {\displaystyle 0\,x=0}                 |                       |
| {\displaystyle 1\,x=x}                 |                       |
| {\displaystyle n\,x=x+(n-1)\,x,\quad } | 若{\displaystyle n>1} |
| {\displaystyle n\,x=-((-n)\,x),}       | 若{\displaystyle n<0} |

但只有自由阿贝尔群像向量空间那样有基。自由模可以表示为基环上的直和，因此自由阿贝尔群和自由{\displaystyle \mathbb {Z} }-模是等价的概念：每个自由阿贝尔群（算上其上的乘法运算）都是自由{\displaystyle \mathbb {Z} }-模，每个自由{\displaystyle \mathbb {Z} }-模都来自某个自由阿贝尔群。另一种结合自由阿贝尔群的方法是，{\displaystyle \mathbb {Z} }-模的张量积|。两个自由阿贝尔群的张量积仍是自由阿贝尔群，基是原先两群之基的笛卡儿积。
自由阿贝尔群的许多重要概念都可以泛化到主理想域上的自由模。例如，主理想域上自由模的子模也自由，Hatcher (2002)认为，这一事实使得同调机制可以“自动泛化”到这些模。另外，“每个投射{\displaystyle \mathbb {Z} }-模都自由”这一定理的泛化，也是同样的方法。

## 性质

### 泛性质
基为{\displaystyle B}的自由阿贝尔群{\displaystyle F}有以下泛性质：对每个从基到阿贝尔群{\displaystyle A}的函数{\displaystyle f}，都有唯一的从{\displaystyle F}到{\displaystyle A}的群同态，其扩展了{\displaystyle f}。这里的群同态是群之间的映射，并与群积定律一致：映射与积操作的先后不会改变结果。根据泛性质的一般属性，这表明基为{\displaystyle B}的自由阿贝尔群在群同态意义上是唯一的。因此，泛性质可用作基为{\displaystyle B}的自由阿贝尔群的定义。据这一性质定义的群的唯一性表明，所有其他定义都等价。
因这条性质，自由阿贝尔群才是“自由”的：它们是阿贝尔群范畴的自由对象，这个范畴的对象是阿贝尔群，同态是其态射。基（集合）到对应的自由阿贝尔群（阿贝尔群）的映射是函子，即范畴间保持结构的映射，是阿贝尔群到集合的遗忘函子的伴随。只有两种自由阿贝尔群是自由群：基为空集的（秩为0，是平凡群），以及基只有一个元素的（秩为1，是无限循环群）。其他阿贝尔群都不是自由群，因为{\displaystyle a}、{\displaystyle b}若是基中的不同元素，则自由群中{\displaystyle ab\neq ba}，而自由阿贝尔群的积符合交换律。在一般群范畴中，{\displaystyle ab=ba}是一种约束，而在阿贝尔群范畴中则是必要性质。

### 秩
同一自由阿贝尔群的两个基有相同的势，所以基的势形成了群的不变量，称作秩。两个自由阿贝尔群同构，当且仅当它们的秩相同。自由阿贝尔群是有限生成的，当且仅当其秩为有限数{\displaystyle n}，这时群与{\displaystyle \mathbb {Z} ^{n}}同构。
这样表示的秩可以泛化到阿贝尔群。阿贝尔群的秩{\displaystyle G}定义为自身的自由阿贝尔子群的秩{\displaystyle F}，且商群{\displaystyle G/F}是挠群。等价地，它也是{\displaystyle G}的极大子集（生成了自由子集）的势。秩是群不变量：与子群的选择无关。

### 子群
理查德·戴德金证明了自由阿贝尔群的每个子群也是自由阿贝尔群，这是类似的Nielsen–Schreier定理的前身：自由群的子集仍是自由群，是循环群基本定理（无限循环群的非平凡子群都是无限循环群）的推广，证明要用到选择公理。运用了佐恩引理（众多与选择公理等价的假设之一）的证明可见塞尔日·兰的《代数》。所罗门·莱夫谢茨和Irving Kaplansky认为，用良序原理代替佐恩引理可以得到更易懂的证明。
在有限生成自由阿贝尔群的情况下，证明不需用到选择公理，结果更精确。若{\displaystyle G}是有限生成自由阿贝尔群{\displaystyle F}的子群，则{\displaystyle G}是自由的；{\displaystyle F}有基{\displaystyle (e_{1},\ldots ,e_{n})}，有正整数{\displaystyle d_{1}|d_{2}|\ldots |d_{k}}（每个数除以下一个数）使{\displaystyle (d_{1}e_{1},\ldots ,d_{k}e_{k})}构成{\displaystyle G}的基。另外，序列{\displaystyle d_{1},d_{2},\ldots ,d_{k}}只取决于{\displaystyle F}、{\displaystyle G}，与基无关。定理存在部分的构造性证明可由任何计算整数矩阵的史密斯标准形的算法给出。唯一性来自这样的事实：{\displaystyle \forall r\leq k}，秩为{\displaystyle r}的矩阵的子式的最大公因数在计算史密斯标准形时不变，且是计算结束时{\displaystyle d_{1}\cdots d_{r}}的积。

### 扭化与可除
所有自由阿贝尔群都是无挠的，也就是说没有非单位元素{\displaystyle x}和非零整数{\displaystyle n}使{\displaystyle nx=0}。
相反地，所有有限生成无挠阿贝尔群都是自由阿贝尔群。
有理数的加群{\displaystyle \mathbb {Q} }是无挠阿贝尔群（不是有限生成群），但不是自由阿贝尔群。原因之一是它不可除：{\displaystyle \forall x\in \mathbb {Q} }、{\displaystyle \forall n\in \mathbb {Z} \ (n\neq 0)}，可以将{\displaystyle x}表示为另一个元素{\displaystyle y=x/n}的标量倍数{\displaystyle ny}。相反地，非平凡自由阿贝尔群不可除，因为自由阿贝尔群中，基元素不能表示为其他元素的标量倍数。

### 对称性
群的对称性可以描述为自同构，是群到自身的同态的反函数。非阿贝尔群中，又可以分为 内自同构和外自同构，但阿贝尔群的所有非平凡自同构都是外同构。它们形成了给定群的自同构群，运算为复合。秩为有限数{\displaystyle n}的自由阿贝尔群的自同构群是一般线性群{\displaystyle \operatorname {GL} (n,\mathbb {Z} )}，可以具体描述为（为自由自同构群的一个特定基）{\displaystyle n\times n}可逆整数矩阵集合，运算为矩阵乘法。它们在自由阿贝尔群{\displaystyle \mathbb {Z} ^{n}}上作为对称性的作用如同矩阵-向量乘法。
两个无限秩自由阿贝尔群的自同构群有相同的一阶理论，当且仅当它们的秩从二阶逻辑来看有相同的基数。这个结果取决于自由阿贝尔群的对合的结构，即作为自身逆的自同构。给定自由阿贝尔群的基，可以找到将任一组不相交的基元素对映射到彼此的对合，或者否定基元素的任何选定子集，而让其他基元素固定不变的对合。相反地，对某个自由阿贝尔群的每个对合，都可以找到一个基，基上所有元素都被对合成对地交换、否定或保持不变。

### 与其他群的关系
如果自由阿贝尔群是两个群的商：{\displaystyle A/B}，则{\displaystyle A}是直和{\displaystyle B\oplus A/B}。
给定任意阿贝尔群{\displaystyle A}，则一定存在自由阿贝尔群{\displaystyle F}和一个{\displaystyle F}到{\displaystyle A}的满射群同态。一种构建到给定群{\displaystyle A}的满射是使{\displaystyle F=\mathbb {Z} ^{(A)}}为{\displaystyle A}上的自由阿贝尔群，表示为形式和。接着要定义满射，可以
把{\displaystyle F}中的形式和映射到对应的{\displaystyle A}中成员的和。也就是说，满射映射
{\displaystyle \sum _{\{x\mid a_{x}\neq 0\}}a_{x}e_{x}\mapsto \sum _{\{x\mid a_{x}\neq 0\}}a_{x}x}
，其中{\displaystyle a_{x}}是给定形式和中基元素{\displaystyle e_{x}}的整系数，
第一个和在{\displaystyle F}中，第二个和在{\displaystyle A}中。这个满射是唯一可以扩展函数{\displaystyle e_{x}\mapsto x}的群同态，因此其构造可以视作泛性质的一个例子。
若{\displaystyle F}、{\displaystyle A}的定义如上所述，则{\displaystyle F}到{\displaystyle A}的满射的核{\displaystyle G}也是自由阿贝尔群，因为它是{\displaystyle F}的子群（映射到单位元的元素的子群）。
因此，这些群形成了短正合序列
{\displaystyle 0\to G\to F\to A\to 0}
，其中{\displaystyle F}、{\displaystyle G}都是自由阿贝尔群，{\displaystyle A}与商群{\displaystyle F/G}同构。这是{\displaystyle A}的一个自由分解。另外，若假设选择公理成立的话，自由阿贝尔群精确对应阿贝尔群范畴中的投射对象。

## 应用

### 代数拓扑
代数拓扑中，{\displaystyle k}维单纯形的形式和被称为{\displaystyle k}-链，自由阿贝尔群有一系列{\displaystyle k}-单纯形，其基形成链群。单纯形一般取自某些拓扑空间，例如单纯复形中的{\displaystyle k}-单纯形集合，或流形中的奇异{\displaystyle k}-单纯形集合。任何{\displaystyle k}维单纯形都有边界，可以表示为{\displaystyle (k-1)}维单纯形的形式和，自由阿贝尔群的泛性质允许边界算子扩展为{\displaystyle k}-链到{\displaystyle (k-1)}-链的群同态。由边界算子这样联接的链群系统形成了链复形，对其的系统研究催生了同调论。

### 代数几何与复分析

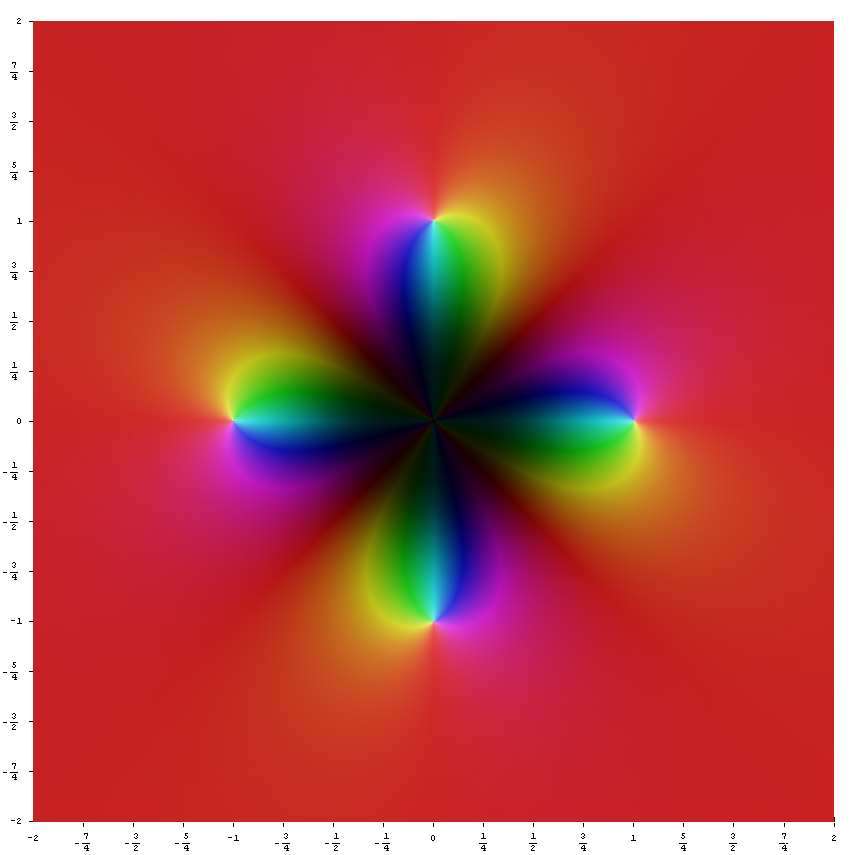
有理函数在0处由一个4阶零点（图中中心处的黑点），在、的四个点处有简单极点（4个白点）。它可以表示为（在标量意义上的）除子，其中是复数上的自由阿贝尔群中复数的基元素。

复数上的每个有理函数都可以与一个有符复数{\displaystyle c_{i}}多重集相联系，{\displaystyle c_{i}}是函数的极点（函数值取0或无限的点）。多重集中点的重数{\displaystyle m_{i}}是为函数零点时的阶，或为轴时阶的反。
接着，函数本身可以从数据中还原为标量函子，即
{\displaystyle f(q)=\prod (q-c_{i})^{m_{i}}}
如果这些多重集被解释为复数上自由阿贝尔群的成员，则两个有理函数的积或商对应两个群成员的和或差。因此，有理函数乘法群可以函子化为复数乘法群（每个函数的关联标量函子）和复数上的自由阿贝尔群。在无穷收敛于有限值的有理函数（黎曼球面上的亚纯函数）形成了群的子群，其中重数之和为0。
这一构造可以泛化到代数几何中，作为除子的一种表示。一般来说，除子的几种定义都形成了代数簇的余维1子簇的抽象，也就是某个多项式方程组的解集。若方程组自由度为1（解可以形成代数曲线或黎曼曲面）、且包含孤点时，解集是一个余维为1的子簇，除子是簇中的点构成的一个有符多重集。紧黎曼曲面上的亚纯函数有有限多的极点，它们的除子在面上的点上形成了一个自由阿贝尔群的子群，函数的乘除对应群元素的加减。自由阿贝尔群的元素作为除子，重数和必为0，且要符合由曲面决定的特定附加约束。

### 群环
有整数群环{\displaystyle \mathbb {Z} [G]}，对任何群{\displaystyle G}都是环，其加法群是{\displaystyle G}上的自由阿贝尔群。若{\displaystyle G}是有限阿贝尔群，则{\displaystyle \mathbb {Z} [G]}中可逆元的乘法群的结构与有限群直积的结构、与有限生成的自由阿贝尔群的结构相同。